# 1570-е годы до н. э.
1570-е (ты́сяча пятьсо́т семидеся́тые) го́ды до на́шей э́ры по пролептическому юлианскому календарю — промежуток времени с 1 января 1579 года до н. э. по 31 декабря 1570 года до н. э., включающий с 1579 по 1571 годы 3-го десятилетия  и 1570 год 4-го десятилетия XVI века 2-го тысячелетия до н. э. Им предшествовали 1580-е годы до н. э., за ними следовали 1560-е годы до н. э. Они закончились 3595 лет назад.

## События
- 1573 до н. э. — смерть Эвера, сына Сала (род. 2037 до н. э.) в соответствии с ивритским календарём.
- 1570 до н. э. — второй переходный период Египта закончился и началось Новое царство в Древнем Египте.

## Значительные люди
- Камос — последний фараон из 17-й династии в Египте (1573—1570 до н. э.).
- Яхмос I — фараон и основатель 18-й Династии из Египта (1570—1546 до н. э.).